# Ballycroy nationalpark
Ballycroy nationalpark ligger i nordvästra delen av Irland och består av ett bergsområde med stora ursprungliga mossar. Parken inrättades 1998 och den täcker en yta av något över 11 000 hektar. De högsta bergstopparna ligger 721 meter över havet.
Förutom mosse och klippiga landskap förekommer hed, olika slags gräsmarker samt insjöar och vattendrag med tillhörande växtlighet i parken. Parken ingår i det europeiska Natura 2000 nätverket. Under vissa år faller 2000 mm nederbörd.
Före inrättningen av nationalparken hämtades torv från området och lämpliga ytor användes för jordbruk. Vandring, jakt och fiske var redan före 1998 vanliga aktiviteter i regionen. Längs en gammal vandringsled finns ruiner och ödelagda åkrar kvar.

## Flora och fauna
Typiska växter i nationalparken är gräs eller halvgräs som knappag (Schoenus nigricans), blåtåtel (Molinia caerulea), tuvsäv (Trichophorum cespitosum) samt olika arter från ullsläktet (Eriophorum). Andra växter som täcker större ytor är vitmossor (Sphagnopsida), ljung (Calluna vulgaris) och pors (Myrica gale). Dessutom förekommer flera olika blommor som granspira (Pedicularis sylvatica), hedjungfrulin (Polygala serpyllifolia), svärdslilja (Iris pseudacorus) och orkidéer av handnyckelsläktet (Dactylorhiza).
I nationalparken förekommer minst 80 olika fågelarter över hela året och många andra fåglar besöker regionen under vandringar. En av de anmärkningsvärda fåglarna som övervintrar här är den grönländska och isländska populationen av bläsgås (Anser albifrons). I nationalparken lever olika däggdjur som rödräv, skogshare, mink, grävling, näbbmöss och olika fladdermöss. Dessutom introducerades kronhjorten som besöker nationalparkens gränser.
Bland ryggradslösa djur är egentliga trollsländor samt flicksländor och jungfrusländor talrika.